# Сопель, Игорь Михайлович
Игорь Михайлович Сопель (укр. Ігор Михайлович Сопель; род. 16 сентября 1974 года, г. Хоростков, Гусятинский район, Тернопольская область) — украинский инженер, предприниматель, политический деятель, общественный деятель. Председатель Тернопольской областной государственной администрации с 31 октября 2019 года по 18 марта 2020 года.

## Биография
Окончил Тернопольский государственный технический университет, получил квалификацию инженера-механика.
С 1991 г. — слесарь КИПиА, инженер ТЭЦ Хоростковского сахарного завода.
С 2003 г. он занимался предпринимательской деятельностью.
С 2010 г. — руководитель Хоростковского регионального структурного подразделения ООО «Агробизнес».
С 2017 г. — руководитель федерации футбола в г. Хоростков.

## Политическая деятельность
С 2010 по 2015 год — депутат Хоростковского городского совета.
Кандидат в народные депутаты от партии «Слуга народа» на парламентских выборах в 2019 году (избирательный округ № 166, Бучачский, Гусятинский, Монастырисский, Теребовлянский районы). На время выборов: руководитель Хоростковского регионального структурного подразделения ООО «Агробизнес», беспартийный.
С ноября 2020 года — заместитель председателя Тернопольского областного совета.

## Личная жизнь
Женат, имеет двоих детей.